# Òran Mór
Òran Mór (en gaélico escocés: "gran melodía de la vida" o "gran canción") es un teatro, restaurante y lugar de entretenimiento en la ciudad británica de Glasgow. 
Fundado como una iglesia parroquial de la Iglesia Libre de Escocia (bajo el nombre de Iglesia Libre de Kelvinside), su primera piedra se colocó el 4 de septiembre de 1862. El edificio se construyó en estilo neogótico, según los diseños de J.J. Stevenson. Al edificio se le añadió una aguja en un estilo piramidal gótico italiano. Después de que la Iglesia Libre de Escocia se uniera a la Iglesia Presbiteriana Unida en 1900 para formar la Iglesia Libre Unida de Escocia, la iglesia pasó a llamarse Iglesia Libre Unida de Kelvinside.
El nombre se cambió una vez más cuando la Iglesia Unida Libre de Escocia se fusionó con la Iglesia de Escocia, convirtiéndose en la Iglesia Parroquial de Kelvinside en 1929. Entre 1929 y 1978, la iglesia sirvió como iglesia parroquial de la Iglesia de Escocia. A fines de la década de 1970, la congregación había disminuido y en 1978 se decidió fusionar la iglesia parroquial de Kelvinside con la iglesia parroquial de Hillhead y conservar el uso de este último edificio para el culto. En consecuencia, la antigua iglesia parroquial de Kelvinside se volvió redundante y por ende fue abandonada.
En 2002 se iniciaron las obras de rehabilitación del edificio y su conversión en un centro de arte y ocio, pasando a llamarse Òran Mór. El centro cultural se inauguró en junio de 2004.

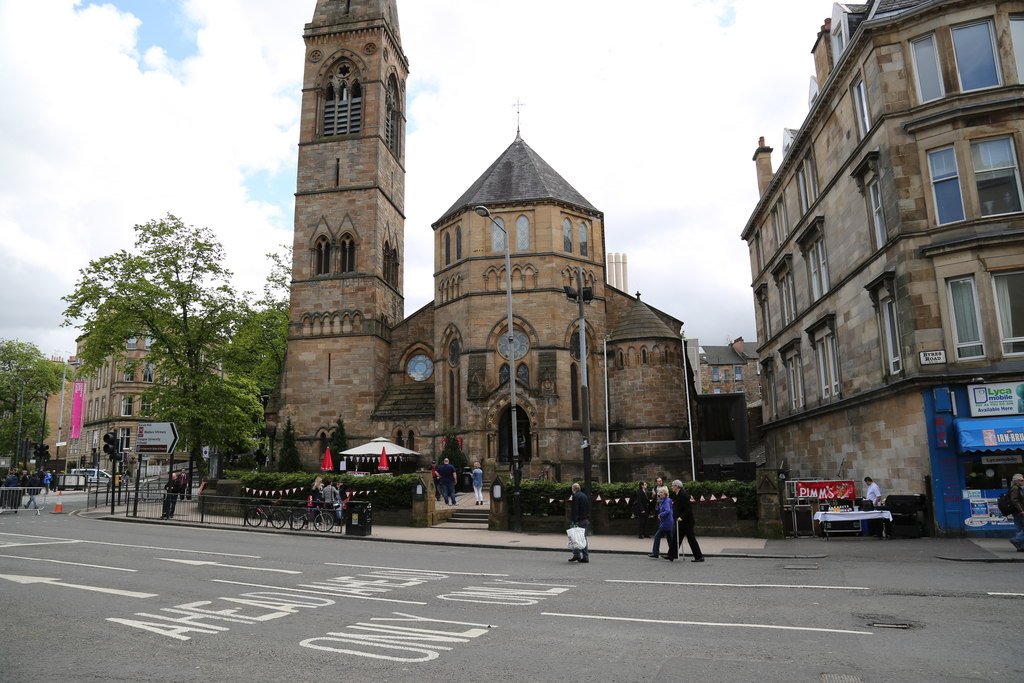
Oran Mor Bar